# Блейк, Джексон
Джексон Блейк (англ. Jackson Blake; род. 3 августа 2003, Фарго, Северная Дакота) — американский хоккеист, нападающий клуба национальной хоккейной лиги «Каролина Харрикейнз» (с 2024 года).

## Биография
Блейк родился 3 августа 2003 года в штате Северная Дакота в семье хоккеиста Джейсона Блейка.
В сезоне 2020/2021 годов Джексон забил семь голов и отдал десять результативных передач в 25 играх за «Чикаго Стил». Во время плей-офф Кубка Кларка американец забил один гол в восьми играх и выиграл вместе с командой Кубок Кларка. В сезоне 2021/2022 годов Джексон забил 27 голов и отдал 50 результативных передач в 51 игре. По итогам сезона был включён в третью сборную USHL.
Блейк попал на драфт в НХЛ в 2021 году. Был выбран в четвёртом раунде «Каролина Харрикейнз» под 109-м номером.
Блейк начал свою студенческую карьеру в Северной Дакоте в сезоне 2022/2023 годов, играя за команду университета. Стал лучшим бомбардиром команды, забив 16 голов и отдав 26 результативных передач в 39 играх. В свой первый год стал лучшим бомбардиром-новичком NCHC, набрав 29 очков.
10 апреля 2024 года Блейк подписал трёхлетний контракт начального уровня с командой «Каролина Харрикейнз» из НХЛ. Дебютировал 16 апреля 2024 года в финале регулярного сезона, его команда проиграла «Коламбус Блю Джекетс» со счётом 6:3. 15 октября 2024 года забил свой первый гол в НХЛ в ворота «Нью-Джерси Девилз».

### Карьера в сборной
Блейк принял участие в составе сборной США на чемпионате мира по хоккею с шайбой среди молодёжных команд 2023 года, где забил один гол и сделал пять результативных передач в семи матчах, завоевав бронзовую медаль.